# Fraile Muerto
Pour les articles homonymes, voir Fraile.
Fraile Muerto est une ville et une municipalité de l'Uruguay située dans le département de Cerro Largo. Sa population est de 3 229 habitants.

## Histoire
La ville a été fondée le 3 janvier 1908.

## Population
| Année | Population |
| ----- | ---------- |
| 1963  | 2 578      |
| 1975  | 2 468      |
| 1985  | 2 903      |
| 1996  | 3 214      |
| 2004  | 3 229      |

Référence,:

## Gouvernement
Le maire (alcalde) de Fraile Muerto est Graciela Echenique.